# 加藤貴大
加藤 貴大（かとう たかひろ、1986年8月1日 - ）は、日本の歌手・俳優・作曲家。

## プロフィール
身長：177cm、体重：58kg、スリーサイズ：B78cm W64cm H70cm、足のサイズ：26.5cm、趣味：ゲーム、アニメ、特技：ダンス。
九州在住者で結成されたモデルボーカルダンスユニット「CUBE」にて活動後、ワタナベエンターテイメントカレッジ(WEC)4期生オーディションをグランプリで合格、265万円の入学金を免除され入学する。
卒業後は株式会社キティに所属し歌手・俳優として活動。
2007年度D-BOYSオーディション、ネット投票第2位。
2016年8月ソロ活動休止を発表。
2016年9月ダンスボーカルユニットSTARBOYSに加入。
2016年10月10日LIVE活動スタート。
更にバンドaQua loverを結成しVo.TakaHiRoとして活動開始を発表。
2016年12月10日LIVE活動スタート。
2017年3月25日ソロ活動再開を発表。
2018年11月 メンバーの卒業により、STARBOYSは事実上活動休止となる。
2020年5月 強制わいせつ致傷容疑で逮捕。清瀬市の路上で20代女性に抱きつき胸を触った疑いで逮捕される。防犯カメラからの映像や本人が抱きついたことを認めており、逮捕され検察庁に送致され逮捕より20日後に釈迦、証拠不十分により不起訴処分となる。
2023年3月 加藤貴大からハオと名前を改名しproject neroのアーティスト兼代表取締役として活動を再開させる。
その後、芸能事務所Moon glowにアーティスト兼タレントとして所属、2024年10月にダンス&ボーカルユニット「BxB」として活動していく事を発表する。

## 主な出演作品

### TVCM
- 呉服店-夢見るゆめこ-
- メトロコンピューターカレッジ
- Hotto Motto（福岡）
- au-by KDDI（熊本）

### TV
- 全力！脱力タイムズ(フジテレビ系列)

### ドラマ
- 花ざかりの君たちへ〜イケメン♂パラダイス〜

### 映画
- 春風に囁いて

### 舞台
- 朝日のあたる家：主演アレックス役
- ドラゴンスカイ：主演ガイ役
- Sea Man　〜Whos That Boy〜：（2009.8.12 - 16、シアターグリーン）
- ソラオの世界：（2010.08.29 - 09.05、東京芸術劇場小ホール2）

### 雑誌
- 九州ウォーカー
- エルフ(表紙)

### ラジオ
- 福岡天神FM CUBE.com：レギュラー（CUBEとして出演）
- ラジオの王子様：銀河に吠えろ!宇宙GメンTAKUYAの水曜日のコーナーとしてレギュラー出演（2009.06 - 12、ニッポン放送）

### CD
- CUBE「Shake your body-it's a party」(2004.12.09発売、シャーロックレコード)
- STARBOYS「Hikari」(2016.11.23発売、STAR)
- STARBOYS「CROSS」「c/w 君と世界」(2017.5.31発売、STAR)
- STARBOYS「singles」(2017.11.23発売、universal music Japan)
- aQua lover「help me help me...」「c/w夢に喰われた君の話(2017.4.24配信、iTunes Store他)
- aQua lover「EP-01」(2018.4.30配信、iTunes  Store 他)
- aQua lover「誰ノ為ノ詩」(2019.4.16配信、iTunes  Store 他)

### その他
- TVアニメ『スタミュ』挿入歌「天下の花」（作曲）